# 何穎璇
何穎璇（英語：／，1991年6月29日—），香港女魔術師及網絡紅人，亦是香港首位女魔術師YouTuber。

## 簡歷
何穎璇曾就讀中華聖潔會靈風中學（2009年中五）。12歲時開始迷上魔術，中五會考後赴笈美國加州著名魔術學校「Chavez School of Magic」就讀，那時的她才17歲，後成為首位畢業於該校的華人女魔術師。
後與劉謙合作在中國大陸巡迴表演後迅速走紅。完成大陸的巡迴演出後，開始與網絡紅人「司徒夾帶」合作拍攝魔術影片。
2014年3月，推出首本寫真集《Miss Hunny Magic》，其後於同年7月推出魔術教學書籍《Miss Hunny Choice》更被譽為「新一代宅男女神」。
2015年，何穎璇確診子宮頸癌，翌年痊癒。

## 參演電視節目
- 2012年：《奇迹之門》（深圳卫视）
- 2013年：《我要上春晚》（中國中央電視台）[7]
- 2013年：《J2 呼喚未來》（無綫電視J2）[8]
- 2014年：《今日VIP》（1月23日）（無綫電視翡翠台）
- 2014年：《魔法奇迹》（中國中央電視台）[7]
- 2015年：《網絡挑機》（無綫電視翡翠台）
- 2015年：《兄弟幫》(第1494集)（無綫電視J2）
- 2015年：《兄弟幫》(第1495集)（無綫電視J2）
- 2016年：《我的家庭醫生II》（香港電台）[9]
- 2016年：《私隱何價II》（香港電台）[10]
- 2016年：《Come On Baby》（ViuTV）[11]
- 2017年：《反斗英語》（香港電台）[10]
- 2017年：《魔法奇迹》（中國中央電視台）[7]
- 2018年：《Miss Hunny 魔法請柬》[12]
- 2018年：《女人四十》（無綫電視翡翠台）
- 2019年：《魔力鄉村》（中國中央電視台）
- 2021年：《七救星》（ViuTV）

## 電視劇
- 2023年：《和解在後》（ViuTV） 飾演 歐陽寶雯

## 電影
- 待上映：《失衡凶間之惡念之最》

## 外部連結
- 何穎璇的Facebook專頁
- 何穎璇的Instagram帳戶
- YouTube上的何穎璇的頻道頻道
- 何穎璇的新浪微博